# 訥倫貝格巴赫河
51°14′22.74″N 7°18′24.56″E / 51.2396500°N 7.3068222°E
訥倫貝格巴赫河（德語：Nöllenberger Bach），是德國的河流，位於該國西部，處於北萊茵-威斯特法倫州，屬於伍珀河的左支流，河道全長0.5公里，河畔城鎮有伍珀塔爾。